# Burg Baitenhausen
Die Burg Baitenhausen ist eine abgegangene Höhenburg auf dem „Schlossberg“ bei dem Ortsteil Baitenhausen der Stadt Meersburg im Bodenseekreis in Baden-Württemberg.
Die nicht genau lokalisierbare und auch nicht sicher nachweisbare Burg lag möglicherweise auf dem „Schlossbühl“ bei der Wallfahrtskapelle Maria zum Berge Karmel. 1169 wurde der Priester Heinrich von Bettinhusen erwähnt, sein Namenszusatz lässt aber nur bedingt auf das Vorhandensein einer Burg schließen. Um 1200 ist mit Herbort von Baitenhausen weiterer Ortsadel genannt. Vermutlich waren die Baitenhausener Verwandte der Reichenauer Ministerialen von Steckborn (Kanton Thurgau). Vor 1274 verkaufte Hiltpolt von Steckborn Burg und Zubehör an den Bischof von Konstanz. Im 14. und 15. Jahrhundert wurde der bischöfliche Hof mehrfach verpfändet.